# Titanoceratops
Titanoceratops („Großes Horngesicht“) ist eine Gattung von Vogelbeckensauriern aus der Gruppe der Ceratopsidae innerhalb der Ceratopsia, die während der Oberkreide (spätes Campanium) lebte. 
Titanoceratops wurde 2011 durch Nicholas R. Longrich anhand eines Fossils beschrieben, das ursprünglich der Gattung Pentaceratops zugeordnet wurde. Das Teilskelett wurde im Jahr 1941 in New Mexico aus der Kirtland-Formation im heutigen New Mexico geborgen. Die Typusart und bisher einzige Art ist Titanoceratops ouranos.

## Merkmale
Titanoceratops hatte einen 2,4 Meter langen Schädel und war damit wesentlich größer als Pentaceratops, außerdem hatte er eine längere Nase, etwas längere Hörner und einen dünneren Knochenkamm am Hinterkopf. 
Mit einem geschätzten Gewicht von 6,5 bis 7 Tonnen wog er doppelt so viel wie ein adulter Pentaceratops und gehörte damit zu den größten Dinosauriern des nordamerikanischen Campaniums. Seine Gesamtlänge belief sich auf etwa 8 Meter.

## Systematik
Eine kladistische Analyse ergab, dass Titanoceratops die Schwestergattung einer Klade von Eotriceratops, Triceratops und Torosaurus ist. Die Tribus dieser gigantischen Ceratopsiden, die Triceratopsini, entwickelte sich möglicherweise während des Campaniums im Süden Nordamerikas, fünf Millionen Jahre früher als bisher vermutet, und verbreitete sich während des Maastrichtium über den ganzen Kontinent.